# Kyselina pyroglutamová
Kyselina pyroglutamová (také nazývaná 5-oxoprolin nebo kyselina pidolová) je přírodní aminokyselina popsatelná jako laktam kyseliny glutamové nebo glutaminu. Její anion, soli, a estery se označují jako pyroglutamáty, 5-oxoprolináty, nebo pidoláty

Vznik kyseliny pyroglutamové z glutaminu

Tato látka je metabolitem glutathionového cyklu, kde se mění na glutamát působením ATP-hydrolytické 5-oxoprolinázy. Pyroglutamát je součástí řady bílkovin, jako je bakteriorodopsin. N-koncové kyseliny glutamové a glutaminy se mohou na pyroglutamát cyklizovat samovolně, nebo enzymaticky za katalýzy glutaminylcyklázami.
Tímto vzniká jeden z druhů blokování N-konců, který způsobuje potíže při sekvenování pomocí Edmanova odbourávání, které vyžaduje volnou primární aminovou skupinu, jež není u kyseliny pyroglutamové přítomna. Enzym pyroglutamátaminopeptidáza je schopen obnovit N-konec odštěpením pyroglutamátového zbytku.
Kyselina pyroglutamová vytváří dva enantiomery:
- (2R)/D, pravotočivý
- (2S)/L, levotočivý

## Metabolismus
Kyselina pyroglutamová může být získána zahříváním kyseliny glutamové na 180 °C, kdy se odštěpí molekula vody. V organismech vzniká z glutathionu působením enzymu γ-glutamylcyklotransferázy. Kyselina glutamová může sloužit jako zásobárna glutamátu, jehož funkci, například v mozku, omezuje. Působí rovněž na cholinergní systém mozku;
Při Alzheimerově nemoci se objevují zvýšené hladiny amyloidu beta obsahujícího kyselinu pyroglutamovou, což může být součástí mechanismu nemoci.
Po předávkování paracetamolem a při některých vrozených metabolických poruchách se mohou objevit zvýšené úrovně kyseliny pyroglutamové v krvi, a následně i v moči, címž vzniká metabolická acidóza s vysokým aniontovým oknem.

## Použití
Sodná sůl kyseliny pyroglutamové, nazývaná pyroglutamát sodný, se používá v přípravcích na léčbu xerózy, kde udržuje vlhkost. Vyznačuje se nízkou toxicitou a nedráždí kůži, nicméně je drahá a tak její používání není časté.
Kyselina L-pyroglutamová je prodávána jako nootropický doplněk stravy.
Pidolát hořečnatý, hořečnatá aůl kyseliny pyroglutamové, se přidává do některých doplňků minerálů.
Tato kyselina také snižuje aktivitu fosfodiesterázy typu 5, enzymu konvertujícího angiotenzin, a ureázy.